# Maschio Gaspardo
Grupa Maschio Gaspardo to włoska międzynarodowa firma założona w 1964 roku. Dziś, dzięki przejęciom i rozwojowi sieci sprzedaży, produkuje i sprzedaje sprzęt rolniczy do uprawy, siewu, nawożenia, ochrony roślin, utrzymania zieleni i maszyn zielonkowych.

## Historia
Firma została założona w 1964 roku w Campodarsego (w prowincji Padwa) przez braci Egidio i Giorgio Maschio: głównym przedmiotem działalności była produkcja glebogryzarek. W 1983 roku otwarto pierwszy oddział za granicą, we Francji. W 1993 r. rozpoczęto rozwój rynku sprzętu rolniczego poprzez strategiczne przejęcia w celu zapewnienia konkurencyjnej gamy produktów. W ten sposób przejęto Gaspardo Seminatrici z Morsano al Tagliamento (Pordenone), historyczną firmę założoną w 1834 roku i produkującą siewniki.
W 1996 roku kontynuowano rozwój sieci sprzedaży w Niemczech, a w 2000 roku w Hiszpanii. W 2003 roku rozpoczęto internacjonalizację produkcji wraz z otwarciem fabryki w Rumunii, w regionie Arad oraz na Ukrainie (tzw. zwany „spichlerzem Europy”). W tym samym roku zostały otwarte dwie filie handlowe: jedna w Rosji i jedna w Turcji. Rok później, w 2004 roku zostało otwarte również biuro handlowe w Stanach Zjednoczonych.
W 2005 roku powstał oddział handlowy w Polsce oraz nowy zakład produkcyjny w Chinach. W 2011 roku otwarto nowy zakład produkcyjny w Pune w Indiach. W tym samym okresie Friulia, spółka finansowa włoskiego regionu o tej samej nazwie, dołączyła do Spółki z 14% udziałem.
Rozszerzenie gamy produktów zostało skonsolidowane w 2012 roku, kiedy Maschio Gaspardo nabył firmę Unigreen z siedzibą w Emilii, specjalizującą się w produkcji opryskiwaczy i opryskiwaczy. W 2013 roku zainwestował w Moro Pietro Meccanica (spółkę działającą w sektorze pługów), a następnie przekształcił ją w Maschio Aratri (w 2017 roku). W 2014 roku przejęła również Officine Meccaniche Feraboli, historyczną firmę specjalizującą się w produkcji sprzętu zielonkowego.
Wraz ze śmiercią Egidio Maschio w 2015 roku, jego synowie Andrea i Mirco Maschio przejęli kontrolę nad Firmą, podejmując poważną reorganizację organizacyjną, która zapewniła jej ponowne uruchomienie.
Na cześć Egidio Maschio w 2016 roku ustanowiono Stypendium, które jest coroczną nagrodą dla dzieci pracowników Grupy wyróżniających się zaangażowaniem w naukę.
W lipcu 2018 roku nowym CEO został Luigi De Puppi. Pod koniec roku Maschio Holding S.p.A. kontrolowana przez Andreę i Mirco Maschio nabyła akcje Spółki należące do Giorgio Maschio, współzałożyciela, osiągając większość Maschio Gaspardo S.p.A. Maschio Holding, większościowy akcjonariusz, posiadał 50,1% kapitału zakładowego, Friulia Finanziaria FVG posiadała 26,2%, podczas gdy pozostałe 23,7% było kontrolowane przez Veneto Sviluppo S.p.A.
W dniu 31 grudnia 2020 roku zakończona została fuzja Maschio Fienagione S.p.A. z Maschio Gaspardo S.p.A. Maschio Fienagione było już częścią Grupy Maschio Gaspardo od 2014 roku, po przejęciu historycznej firmy Feraboli S.p.A z siedzibą w Cremonie.
Pod koniec maja 2021 r. podpisano ważną umowę refinansowania na kwotę 120 mln euro z pulą wiodących instytucji wspieranych przez SACE za pośrednictwem Garanzia Italia. Transakcja ta stanowi dla Grupy osiągnięcie z dużym wyprzedzeniem celów określonych w planie przemysłowym na lata 2019–2022.
W grudniu 2021 Maschio Aratri S.r.l. została włączona do Maschio Gaspardo S.p.A.
W kwietniu 2022 roku Maschio Gaspardo S.p.A. odkupiła łącznie 132 744 akcji własnych należących do regionalnych spółek finansowych Friulia S.p.A. i Veneto Sviluppo S.p.A. Jednocześnie spółka dominująca Maschio Holding S.p.A. nabyła od Veneto Sviluppo S.p.A. kolejne 68 326 akcji Maschio Gaspardo S.p.A., w konsekwencji oddając stolicę Maschio Gaspardo z powrotem w ręce braci Maschio Gaspardo, Andrei i Mirco Maschio, odpowiednio prezesów Maschio Holding i prezesów Maschio Gaspardo. Pozostałe 6,71% udziałów pozostaje w posiadaniu firmy finansowej Friulia.
W listopadzie 2022 roku Maschio Gaspardo zainwestował w kapitał zakładowy Free Green Nature S.r.l., innowacyjnego start-upu, którego celem biznesowym jest rozwój, projektowanie i produkcja zaawansowanych technologicznie maszyn, w szczególności urządzeń mechatronicznych, systemów robotycznych dla rolnictwa oraz maszyn dla zwalczanie wirusów i bakterii.

## Struktura
Spółka posiada obecnie 8 zakładów produkcyjnych (5 we Włoszech i 3 za granicą), 13 oddziałów handlowych na całym świecie i zatrudnia około 2.000 osób.

### Campodarsego (Włochy)
Fabryka w Campodarsego (Padwa) jest centralą administracyjną Grupy i centrum produkcyjnym specjalizującym się w produkcji maszyn uprawowych. W rzeczywistości produkowane są glebogryzarki, brony wirnikowe, mulczery, siewniki kombinowane, rozsiewacze nawozów i pielniki.

### Morsano al Tagliamento (Włochy)
Fabryka w Morsano al Tagliamento (Pordenone) produkuje siewniki punktowe, siewniki do zbóż, agregaty uprawowo siewne, opryskiwacze.

### Cadoneghe (Włochy)
Centrum produkcyjne w Cadoneghe (Padwa) specjalizuje się w procesach obróbki mechanicznej (cięcie laserowe, spawanie zrobotyzowane, gięcie, toczenie, produkcja ostrzy i noży).

### Cremona (Włochy)
Zakład w Cremonie produkuje prasy rolujące i kosiarki od czasu przejęcia Feraboli (historycznego specjalisty od sprzętu do sianokosów) w 2014 roku.

### Concordia Sagittaria (Włochy)
W poprzednich latach produkcja pługów była główną działalnością zakładu. Po przeniesieniu produkcji do Rumunii, w zakładzie dokonano inwestycji w celu przekształcenia go w pełnoprawną lakiernię sprzętu.

### Chișineu-Criș (Rumunia)
Zakład produkcyjny w Chișineu-Criș (Arad) w Rumunii został otwarty w 2003 roku i specjalizuje się w produkcji i dystrybucji maszyn do uprawy minimalnej. Produkowane są pługi dłutowe, kultywatory ścierniskowe, brony talerzowe, kultywatory przedsiewne i prasy zwijające.

### Qingdao (Chiny)
W chińskim zakładzie w Qingdao, który został otwarty w 2005 roku, produkowane są glebogryzarki i mulczery do ciągników o mocy do 60 KM, głównie na rynki Dalekiego Wschodu. Zwykle wymagany jest mały sprzęt rolniczy, idealny do pracy na małych działkach z ciągnikami o małej mocy.

### Pune (Indie)
W 2011 roku został otwarty zakład produkcyjny w Pune (Indie) zajmujący się sprzedażą i dystrybucją sprzętu rolniczego na rynku lokalnym. Produkcja, która dotyczy głównie glebogryzarek, gwarantuje wydajność około 30 000 sztuk rocznie.

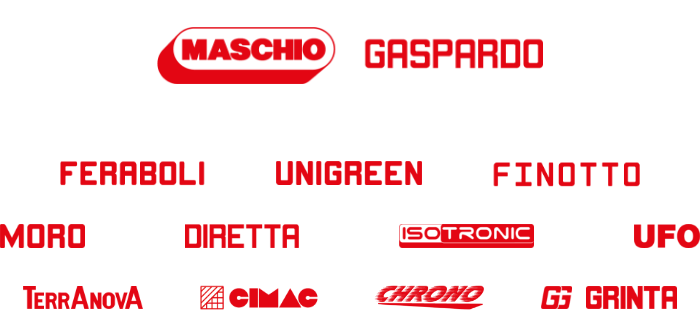
Marka Maschio Gaspardo

## Nagrody
Ekologiczna polityka firmy została wielokrotnie nagrodzona. Pomiędzy nimi:
- 2010: Udział reprezentujący Włochy w Shanghai World Expo, sekcja innowacji technologicznych.
- 2011: Nagroda Zrównoważonego Rozwoju przyznawana przez Fundację na rzecz Zrównoważonego Rozwoju.
- 2012: Nagroda New Energy Renewed Enterprise przyznana przez Izbę Handlową w Padwie.
- 2013 i 2015: Certyfikat International Carbon Trust Standard.
- 2013 i 2014: Wyróżnienie Specjalne przyznane przez Fundację Symbola i Coldiretti w Savigliano (CN).
- 2014: Radical Green Award zorganizowana w ramach edycji 2014 festiwalu „Settimana verde delle Venezie”.
- 2014: Udział w europejskim konkursie badawczo-rozwojowym LIFE+ na projekt AGRICARE.
- 2015: Certyfikat ISO 9001 dla zakładów we Włoszech i w Rumunii.
- 2021 i 2022: Nagroda za nowość techniczną 2021 na targach EIMA 2021 oraz jako "Maszyna rolnicza roku 2023" w kategoriach "Uprawa" i "Nagroda publiczności" na targach SIMA 2022